# 敖繼公
敖繼公（?—?），字君善。長樂（今属福建）人。
寓居吴興（今屬浙江）。精研經史之學，尤長於三禮。南宋末，以父蔭任定城尉，有機會補京官，讓於弟。後擢拔為進士，以逆時相不仕。益精討論經學。
趙孟頫、倪淵、姚式、陳繹曾諸人皆從其游。江浙平章高彥敬薦之於朝，授信州教授。元成宗大德五年尚在世。撰《儀禮集說》十七卷。另有《文集》二十卷，已佚。